# Cameron Tucker
Cameron Scott "Cam" Tucker (Missouri, 29 februari 1972) is een personage uit de sitcom Modern Family dat vertolkt wordt door Eric Stonestreet.

## Biografie
Cameron, ook wel Cam genoemd, is de man van Mitchell en een van de vaders van Lily. Hij kan soms nogal dramatisch overkomen. Dit is tegenstrijdig met Mitchell, wat soms tot ruzie leidt.
Cameron groeide op op een boerderij in Missouri. Hij speelde American football aan de University of Illinois. Hij beoefent tal van hobby's. Zo is hij bijvoorbeeld een clown, genaamd Fizbo, en is hij een drummer. Zijn relatie met Mitchell startte op een feest georganiseerd door hun vriend Pepper.
Tijdens de serie begint Cam te werken als muziekleraar. Al snel zal hij op dezelfde school de rol van footballcoach op zich nemen.
Bedenkers: Steven Levitan · Christopher Lloyd 

Hoofdpersonages: Jay Pritchett (Ed O'Neill) · Gloria Delgado-Pritchett (Sofía Vergara) · Claire Dunphy (Julie Bowen) · Phil Dunphy (Ty Burrell) · Mitchell Pritchett (Jesse Tyler Ferguson) · Cameron Tucker (Eric Stonestreet) · Luke Dunphy (Nolan Gould) · Haley Dunphy (Sarah Hyland) · Manny Delgado (Rico Rodriguez II) · Alex Dunphy (Ariel Winter) · Lily Tucker-Pritchett (Aubrey Anderson-Emmons) · Joe Pritchett (Jeremy Maguire)

Voornaamste nevenpersonages: Dylan Marshall (Reid Ewing) · Andy Bailey (Adam DeVine) · Pameron Tucker (Dana Powell)  · Ben (Joe Mande) · Frank Dunphy (Fred Willard) · Pepper Saltzman (Nathan Lane) · Ronaldo (Christian Barillas) · Stella (Brigitte the Dog) · Larry (Frosty the Cat)